# NGC 7780
NGC 7780 este o galaxie situată în constelația Peștii. A fost descoperită în 18 octombrie 1881 de către Édouard Stephan⁠(d). Se află la o distanță de 66,37 de megaparseci de Pământ.